# Frykstabacken
Frykstabacken är en skidbacke som ligger utanför Kil i Värmland vid sjön Frykens södra ände. På toppen av backen, som är en stor platå erbjuds längdskidspår och grillplatser. 
Frykstabacken drivs av Kils Slalomklubb. Backen består av fyra nedfarter; "trea-backen, familjebacken, tävlingsbacken och teknikparken". Det finns två knappliftar och ett åkband i systemet. 
Backen har lång säsong tack vare ett väl utbyggd system för konstsnö. Under 2018 har anläggningen byggts ut med ny knapplift och åkband samt konstsnölagda längdspår. 